# Araneus tartaricus
Araneus tartaricus là một loài nhện trong họ Araneidae.
Loài này thuộc chi Araneus. Araneus tartaricus được miêu tả năm 1875 bởi Kroneberg.